# Ambar (cidade)
Ambar (em árabe: الأنبار‎‎; romaniz.: Anbar), também conhecida como Sapor Vitorioso durante os primeiros tempos do Império Sassânida (em persa médio: 𐭯𐭥𐭩𐭥𐭦𐭱𐭧𐭯𐭥𐭧𐭥𐭩; romaniz.: Pērōz-Šāpūr/Pērōz-Šābuhr; em parta: 𐭐𐭓𐭂𐭅𐭆𐭔𐭇𐭐𐭅𐭇𐭓; romaniz.: Prgwzšhypwhr; em aramaico: פירוז שבור; em latim: Perisapora/Pirisabora; em grego: Βηρσαβωρα), foi uma cidade no Iraque situada na margem leste do Eufrates, logo ao sul do canal de Naral Sacláuia, o canal mais setentrional que conecta aquele rio ao Tigre.

## História
Ambar estava localizada na margem esquerda do Eufrates. Os geógrafos árabes afirmaram que a rota postal que ligava a cidade à Bagdá media 12 parasangas, ou seja, 62 quilômetros. Ela estava situada na porção noroeste do Sauade (Iraque inferior) sobre uma planície cultivável próxima ao deserto e estava perto do primeiro canal navegável do Eufrates ao Tigre, o Nar Issa, e controlou um importante ponto de cruzamento do Eufrates. Se sabe que a cidade é anterior ao Império Sassânida, mas ainda é necessário uma investigação mais extensiva para determinar o quanto. Foi sugerido que ela pode ser a cidade de Masquim (Maskin), porém alguns autores árabes como Baladuri e ibne Cordadebe distinguem-as. Também sugeriu-se que fosse de origem babilônica, mas ainda faltas evidências arqueológicas para comprovar essa teoria.
Ambar possuía importância estratégica, pois controlava o sistema de irrigação do Sauade e o portão ocidental (do lado do Império Romano) à capital sassânida de Ctesifonte, o que levou o xá Sapor I (r. 240–270) a reconstruí-la e torná-la uma cidade guarnição com uma linha dupla de fortificações e uma cidadela. Ela foi batizada de "Sapor Vitorioso" (em persa médio: 𐭯𐭥𐭩𐭥𐭦𐭱𐭧𐭯𐭥𐭧𐭥𐭩; romaniz.: Pērōz-Šāpūr/Pērōz-Šābuhr; em parta: 𐭐𐭓𐭂𐭅𐭆𐭔𐭇𐭐𐭅𐭇𐭓; romaniz.: Prgwzšhypwhr; em aramaico: פירוז שבור; em latim: Perisapora/Pirisabora; em grego: Βηρσαβωρα) para celebrar sua vitória sobre o imperador Gordiano III (r. 238–243/244) em 243/244 na Batalha de Misiche; à época Perisapora localizava-se na província do Assuristão. Pensou-se erroneamente que o xá que reconstruiu a cidade foi Sapor II (r. 309–379).
De acordo com Amiano Marcelino, Perisapora era extensa e populosa, a segunda maior da região onde estava localizada. Ela foi sé de um bispo jacobita e nestoriano, bem como foi um importante centro judeu. Sua guarnição era persa, mas segundo Atabari sua população continha árabes. Durante a invasão ao Império Sassânida feita pelo imperador Juliano, o Apóstata (r. 361–363), Perisapora foi saqueada e incendiada em abril de 363. Como consequência, de acordo com Baladuri, muitos habitantes da cidade migraram ao norte, em direção de Neucarta, nas cercanias da atual Moçul, na Síria, que foi rebatizada como Hadita.
A partir do século VI, a cidade de Perisapora foi rebatizada de Ambar (Anbar, "armazém" em persa) em referência aos armazéns da cidadela. Apesar disso, os árabes continuariam a chamar seu distrito circundante de Firuz Xapur. Ambar foi capturada pelos exércitos de Calide ibne Ualide tão cedo quando 634, quando repeliu a guarnição persa e concluiu um tratado com os habitantes. A terceira mesquita do Iraque foi construída em Ambar por Sade ibne Abi Uacas. Quando o califa Omar (r. 634–644) solicitou que Sade fundasse uma cidade guarnição no Iraque, segundo Atabari e Abu Hanifa de Dinavar, o último pensou em Ambar, mas desistiu da ideia devido a infestação de pulgas e febre que assolavam a cidade. Segundo Baladuri, Alhajaje ibne Iúçufe limpou o canal de Ambar durante seu mandato como governador do Iraque.
Em 752, o califa Açafá (r. 750–754) transferiu sua capital para Ambar e construiu uma cidade a meia parasanga ao norte (2,5 quilômetros) para suas tropas coraçanes, com um grande palácio no centro. Quando ele faleceu dois anos depois, foi sepultado em Ambar. Seu sucessor, Almançor (r. 754–775) residiu na cidade antes de fundar Bagdá em 762. Durante seu reinado, Harune Arraxide (r. 786–809) esteve duas vezes em Ambar, uma em 799 e a segunda em 803 e segundo os cronistas árabes, a essa altura a população era parcialmente formada pelos descendentes dos coraçanes assentados por Açafá. Com base em seu caraje (imposto fundiário), é possível inferir que ainda era próspera nas primeiras décadas do século IX. Contudo, a medida que o Califado Abássida enfraqueceu, Ambar ficou exposta aos raides dos beduínos, tendo sido atacada por eles em 902 e seu distrito em 919.
Em 929, foi capturada e devastada pelo carmata Abu Tair Aljanabi, o que acelerou seu declínio, e em 929 os beduínos causaram grande estrago. Em seu tempo, Abu Ixaque descreveu-a como uma cidade modesta, mas populosa, onde os restos dos edifícios de Açafá ainda podiam ser vistos. ibne Haucal afirmou que Ambar estava declinando e Mocadaci disse que havia poucos habitantes. À tempo, a população dedicava-se sobretudo à agricultura, mas por estar sobre a rota terrestre e fluvial à Síria, Ambar teve alguma relevância comercial e se sabe que alguns construtores de barcos viviam nela. Segundo uma anedota de ibne Alçai (ca. 1200), a cidade estava dividida em quarteirões comandados por xeiques. Em 1262, o comandante mongol Querboga pilhou Ambar e matou muitos dos habitantes. Sob o Ilcanato, Ambar permaneceu um centro administrativo. Ata Maleque Juveini cavou um canal que ligou as cercanias de Ambar a Najafe. Ainda foram feitas referências a Ambar durante a primeira metade do século XIV como centro de um distrito e nessa época ela foi cercada por uma muralha feita de tijolos secos ao sol, parte dos quais ainda está visível no final norte de suas ruínas.
As ruínas de Ambas estão localizadas a cinco quilômetros a noroeste da moderna cidade iraquiana de Faluja. Se estendem de noroeste a sudeste e possuem uma circunferência irregular de aproximados seis quilômetros. As ruínas ainda são chamadas de Ambar. Os restos de um edifício quadrado fortificado, edificado com tijolos partas secos ao sol, localiza-se no canto nordeste do sítio. A mesquita está cerca de um quilômetro a sudoeste do outro edifício e foi construída utilizando-se elementos da arquitetura islâmica precoce: ela é irregular, com uma linha de colunas sobre os três lados e cinco linhas sobre o lado em defronta o quibla (direção de Meca). M. Streck afirma que o canal de Naral Sacláuia, inicialmente pensado como sendo o Nar Issa, talvez pode ser associado ao canal pré-islâmico de Naral Rufail (Nahr al-Rufayl), que fluiu parcialmente no leito de um antigo canal e aparentemente perdeu importância no período islâmico.